# Урартська мова
Ура́ртська мо́ва (ваннська, халдейська, халдська) — загальноприйнята назва для мови, якою говорили жителі давнього царства Урарту, яке знаходилося у районі озера Ван зі столицею поруч з місцерозташуванням сучасного міста Ван на Вірменському нагір'ї, у сучасній Східній Анатолії в Туреччині. Цією мовою імовірно говорила переважна більшість населення навколо озера Ван та у районі долини Заб.
Вперше засвідчена у 9 столітті до Р. Х., урартська зникла як писемна мова після падіння Урартської держави у 585 до Р.Х. і, ймовірно, незабаром вимерла. Її могла замінити рання версія вірменської мови, особливо під час правління персів, хоча перші письмові зразки вірменської з'являються лише у 4 столітті.

## Класифікація
Урартська мова — це ергативна, аглютинативна мова, що є несемітською та неіндоєвропейською, а належить до ізольованої хурито-урартської родини мов. Утім, припускають зв'язки урартської мови із північно-східними кавказькими мовами.

## Писемність
Збереглося багато написів у регіоні царства Урарту, записаних ассирійським клинописом.
Найдавніший текст урартською походить з часів царя Сардурі I, з 9 століття до Р. Х. Писемні тексти створювалися ще протягом 200 років, аж до падіння царства Урарту.
Наразі знайдено близько двох сотень написів урартською, які використовували модифікований клинопис.